# Château de La Loupe
 (octobre 2018).
Si vous disposez d'ouvrages ou d'articles de référence ou si vous connaissez des sites web de qualité traitant du thème abordé ici, merci de compléter l'article en donnant les références utiles à sa vérifiabilité et en les liant à la section « Notes et références ».
Le château de La Loupe est un château situé dans la commune de La Loupe, dans le département français d'Eure-et-Loir.

## Historique
Propriété des comtes de Blois, puis des comtes de Sancerre, le château passe ensuite à la famille de Melun.
Simon III de Melun vend le château et les terres à Renaud II d'Angennes en 1383, qui le transmet à son fils Jean Ier d'Angennes.
Au XVe siècle, les Anglais détruisent le manoir féodal. Le seigneur d'Angennes lance de grands travaux d'agrandissement et d'embellissement en 1574. Madeleine d'Angennes apporte le domaine en dot à son mari, le maréchal-duc de La Ferté-Senneterre, qui, en 1665, fait construire le château actuel sur des plans de Vauban.
La famille de La Ferté-Senneterre conserve la seigneurie jusqu'à la Révolution : le château est confisqué et le marquis de La Ferté-Sénectère émigre. La ville de La Loupe est alors érigée en canton.
Du château, il reste un grand corps de logis, ainsi que son parc, que la commune a acquis en 1949.

Le château de La Loupe
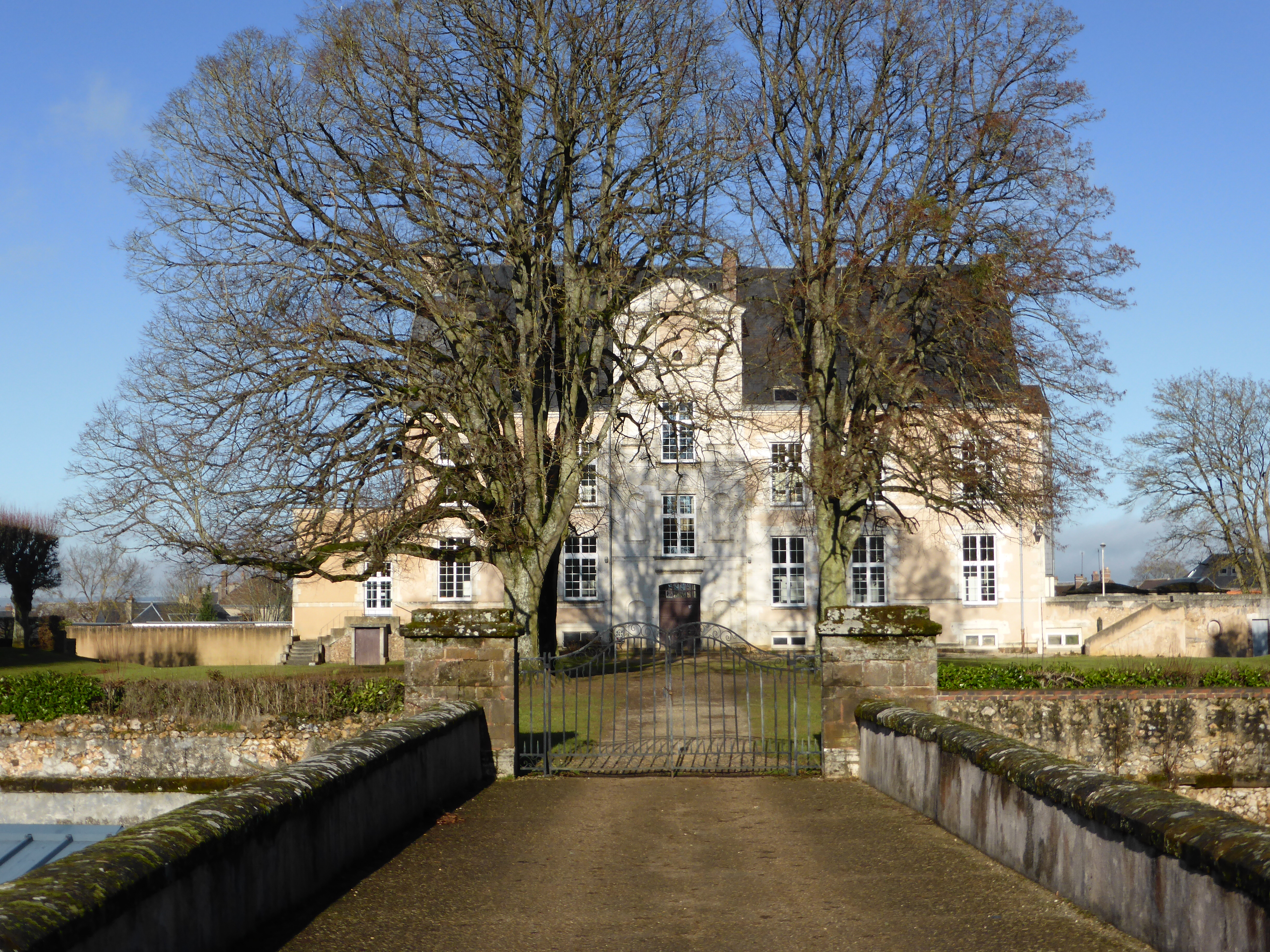
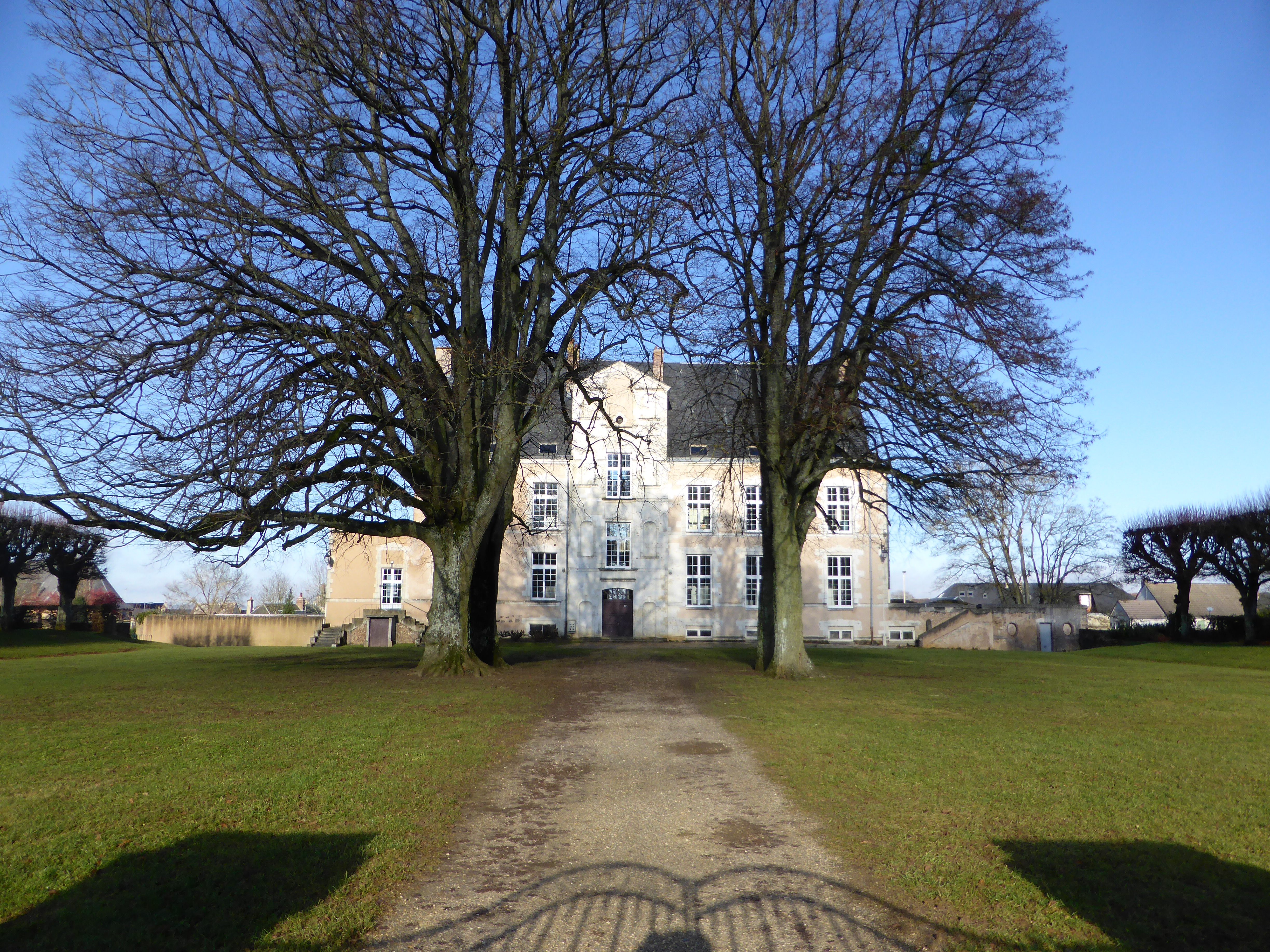
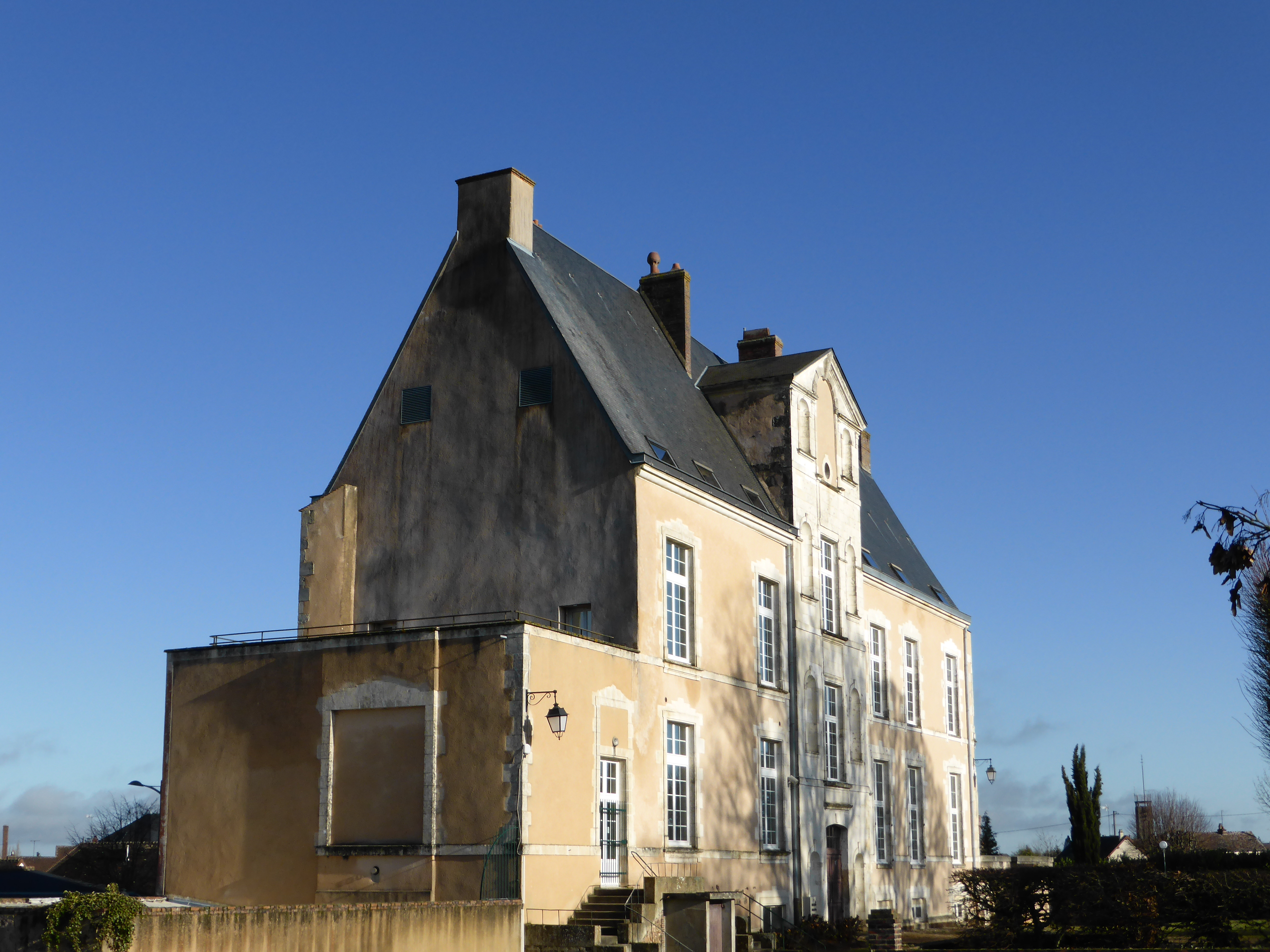